# Llorenç Masferrer i Vilaseca
Llorenç Masferrer i Vilaseca (Barcelona, 7 de juny de 1914 - Barcelona, 1 de juny de 1992) va ser un polític català i militant del POUM.

## Biografia
Des del 1931, durant la Segona República, s'afilià i esdevingué un dels principals responsables de la Joventut Comunista Ibèrica (JCI), secció juvenil del Bloc Obrer i Camperol (BOC), formant part del Comitè Central i del Comitè Executiu de la JCI i arribant a ser el secretari general el 1932. Abans dels 20 anys es veié immers en diversos conflictes a causa del seu activisme i de la seva militància comunista que el conduïren a detencions policials. Així, el 1932 és detingut per "promoure escàndols" durant la representació al teatre Poliorama. I el març de 1933, torna a ser detingut per la guàrdia civil juntament amb altres joves, mentre anaven armats i feien un seguiment de militants anarquistes que intentaven arrancar els anuncis d'un míting comunista del BOC. Tots tres són processats per tinença il·lícita d'armes i condemnats el juny d'aquest mateix any a cinc mesos d'arrest.
El 1933 es convertí en membre del comitè central del BOC i, ben aviat, participà en mítings electorals de les eleccions de novembre de 1933, representant a les joventuts comunistes. El gener de 1934 participà, també, en nom de la Joventut Comunista, i al costat d'altres dirigents, com Julià G. Gorkin, Jaume Miravitlles i Joaquim Maurín, en el míting organitzat pel Bloc Obrer i Camperol (BOC) a la Bohemia Modernista, on assistiren nombrosos afiliats comunistes.
Durant els Fets d'Octubre de 1934 participà en la proclamació de la República Catalana i dirigí una columna de l'Aliança Obrera a Sant Cugat proclamant una llei que donava la terra als rabassaires. Amb la constitució del POUM el 1935, ingressa al partit. El gener de 1936 s'incorpora, per fer el servei militar, al Regiment d'Infanteria 28 de Palma, on el sorprèn l'alçament militar de juliol de 1936. El febrer de 1936, participà, malgrat les seves reticències inicials, en la formació del Front Popular. Organitzà actes a Palma i Alaró amb la participació de dirigents estatals del Partit, com Julià Gómez –Gorkin- i Joaquim Maurín, i membres mallorquins com Antoni Bauzà i Francesc de Gràcia. Tenia el seu local al carrer de Santanyi, de Palma. Els seus principals dirigents a la ciutat eren Antoni Bauçà i Francesc de Gràcia. Després de l'alçament militar de juliol de 1936, el grup desaparegué a Mallorca. Després d'un suposat complot militar a Son Sant Joan per part de soldats d'esquerra, és empresonat a Illetes, acusat de voler destruir els avions, suprimir l'oficialitat i impedir l'embarcament de tropes cap a la península. El desembre de 1937 fou jutjat i condemnat a mort per aquest fet. Malgrat tot, finalment, és absolt i es torna a incorporar al seu regiment d'infanteria fins a ser llicenciat. Dos dels seus companys jutjats -Andreu Bauzà Ginard i Francesc Ramis Duran-, però, moren executats.
Després de la Guerra Civil, continuà de residir a Mallorca, on era menys conegut que a Catalunya, pensant que li seria més fàcil refer la vida. Allà es desplaçà la seva dona, Carme Miquel i Feliciano, també del POUM, a finals de 1939 des de França. Tots dos, instal·lats al barri d'El Terreno, muntaren un taller de reparació de plomes estilogràfiques en el carrer del Sindicat. Alhora, s'ocupà de la reorganització del POUM. L'abril de 1945 és detingut i el 30 de setembre del mateix any es porta a terme un nou Consell de Guerra contra Llorenç Masferrer, Andreu Llodrà Torrilla i Miquel Mas Calafell en el Regiment d'Infanteria 47, per haver repartit la Unidad i altres diaris considerats clandestins. Masferrer és condemnat a sis anys de presó i resta empresonat a Palma fins a l'any 1948.
El setembre de 1947 els presos del PCE acusen Masferrer d'haver provocat un trasllat de presos a la Península. Però, el mateix Masferrer és enviat el 12 de setembre a la presó de Talavera. El 15 de febrer de 1948, finalment, surt de la presó. El març de 1948, arran de la detenció de Joan Albertí i Moll, Masferrer, que consta com a trotskista en els papers d'Albertí, és interrogat pel jutge Gerard Maria Thomàs, dirigent del Moviment Nacional. Llorenç Masferrer no va ser processat, però cansat de ser perseguit va decidir deixar l'illa. El març de 1951 Masferrer i la seva companya emigraren a l'Uruguai. Allà, esdevingué executiu d'una marca de xiclets. Durant la dècada dels setanta tornà a Barcelona i es retirà definitivament de la política.
Poc abans del final de la dictaura franquista, Masferrer retornà de l'exili i s'instal·là a Barcelona. Aleshores, ja força desencantat de la política, encara participà en algun acte polític amb el Partit Socialista de Catalunya-Reagrupament; així, en l'homenatge a Josep Rovira i Canals celebrat a Rubí (Vallès Occidental).
El darrer rastre públic de Llorenç Masferrer és una carta publicada a les Cartes dels Lectors de La Vanguardia, el 14 de setembre de 1977, en defensa de Tarradellas.